# Pierre Luquet
Pour les articles homonymes, voir Luquet (homonymie).
Pierre Luquet, né le 19 décembre 1975 à Bagnères-de-Bigorre, est un céiste français de slalom. Il dispute les compétitions en canoë biplace avec son frère jumeau Christophe Luquet.

## Palmarès

### Championnats du monde de slalom
- 2002 à Bourg-Saint-Maurice
  -  Médaille d'or en C-2 par équipe
  -  Médaille d'argent en C-2
- 2007 à Foz do Iguaçu
  -  Médaille d'argent en C-2
  -  Médaille d'argent en C-2 par équipe

### Championnats d'Europe de slalom
- 2005 à Tacen
  -  Médaille de bronze en C-2 par équipe
- 2006 à L'Argentière-la-Bessée
  -  Médaille d'argent en C-2 par équipe